# Cary Woods
Cary Woods  (El Bronx,6 de mayo de 1957) es un productor de cine estadounidense. Ha producido veinte películas, desde el éxito mundial Scream hasta éxitos de crítica de directores como Alexander Payne —Citizen Ruth—, Larry Clark —Kids—, Doug Liman —Swingers—, James Mangold —Tierra de policías— y Harmony Korine —Gunmo—.
Después de empezar su carrera profesional en William Morris Agency —donde trabajó con Gus Van Sant, Charlie Sheen, Uma Thurman y Matt Dillon, entre otros, y participó en películas incluyendo Heathers y Drugstore cowboy— se trasladó a Sony Pictures Entertainment como vicepresidente, oficina del Presidente, bajo Peter Guber y Jon Peters. Wood consiguió un contrato de producción con Sony dos años más tarde para producir películas protagonizadas por Mike Myers, Robert Downey Jr., Marisa Tomei y Christopher Walken, entre otros, antes de lanzar su propia compañía, Independet Pictures.

## Primeros años
Nacido en el Bronx, Woods comenzó su carrera en el William Morris en Los Ángeles, donde consiguió presentar a la audiencia diferentes directores y talentos como Gus Van Sant, Todd Solonz, Michael Lehman, Sam Kinison, Sandra Bernhard, Charlie Sheen, Uma Thurman y Matt Dillon. Reconocido por su magnífica relación con directores y actores noveles y ya establecidos, así como un buscador acérrimo de nuevo material, Woods se trasladó a los veintisiete años a Sony bajo las órdenes de Guber y Peters. Después de trabajar como presidente para Guber y Peters en Sony —la compañía madre de Columbia Pictures y TriStar Pictures— consiguió un contrato para producir material conocido incluyendo So I Married an Axe Murderer, Rudy, Only You y Threesome.
En 1995, Woods consiguió lanzar su propia compañía, Independent Pictures, con el estreno de la película controversial de Clark Kids. La película marcó el comienzo de Rosario Dawson y Chloe Sevigny en las películas independientes y ayudó a lanzar la compañía de Harvey y Bob Weinstein, Miramax Films, para la que Woods produjo siete películas, incluyendo Swingers, Scream, Tierra de policías y Citizen Ruth. También ha producido a través de Independent películas aclamadas para el brazo de New Line, Fine Line, incluyendo Gunmo de Harmony Korine.
En 2004, Woods se convirtió en socio fundador, copresidente y Jefe Creativo de Plum TV, la cadena de televisión de estilo de vida de lujo que abarca ocho mercados incluyendo Aspen, the Hamptons, Miami Beach, Nantucket y Sun Valley. Plum ganó ocho Premios Emmy con la programación que presenta, diseño interior, viajes, comida y vino, salud, arte y cultura. Entre sus inversores encontramos a John Tisch, Chris Blackwell, Jimmy Buffet, Tom Freston y Jason Flom.
Woods es conocido por su poderoso, apasionante y visionario modo de aproximarse a crear películas únicas y ha elaborado una lista de trabajos que incluye televisión, digital y programación para cines.

## Filmografía[2]

### Productor
| - Paris, Not France (2009) (productor ejecutivo) - Ghosts of Cité Soleil (2006) (productor ejecutivo) - The Prime Gig (2000) (productor) - Buddy Boy (1999) (productor) - Julien Donkey-Boy también conocida como Dogme # 6 - Julien donkey-boy (1999) (productor) - Wide Awake (1998) (productor) - Godzilla (1998) aka Gojira (Japan) (coproductor ejecutivo) - Tierra de policías (1997) (productor) - Gummo (1997) (productor) - Scream (1996/I) (productor) | - Citizen Ruth (1996) aka Meet Ruth Stoops (productor) - Beautiful Girls (1996) (productor) - Swingers (1996) (productor ejecutivo) - Things to Do in Denver When You're Dead (1995) (productor) - Kids (1995) (productor) - Threesome (1994) (productor ejecutivo) - Solo tú (1994), también conocida como Him, también conocida como Just in time (productor) - So I Married an Axe Murderer (1993) (productor) - Rudy (1993) (productor) |

### Guionista
- The puzzleman (2010) Publicación por MatchBoox
- The player (2004) serie de televisión (creador)